# Superior (Montana)
Superior és una població dels Estats Units a l'estat de Montana. Segons el cens del 2000 tenia 893 habitants.

## Demografia
Segons el cens del 2000, Superior tenia 893 habitants, 358 habitatges, i 218 famílies. La densitat de població era de 319,2 habitants per km².
Dels 358 habitatges en un 29,1% hi vivien nens de menys de 18 anys, en un 47,8% hi vivien parelles casades, en un 9,2% dones solteres, i en un 39,1% no eren unitats familiars. En el 33,8% dels habitatges hi vivien persones soles el 12,8% de les quals corresponia a persones de 65 anys o més que vivien soles. El nombre mitjà de persones vivint en cada habitatge era de 2,32 i el nombre mitjà de persones que vivien en cada família era de 2,93.
Per edats la població es repartia de la següent manera: un 25,3% tenia menys de 18 anys, un 6,9% entre 18 i 24, un 26,2% entre 25 i 44, un 24% de 45 a 60 i un 17,6% 65 anys o més.
L'edat mediana era de 40 anys. Per cada 100 dones de 18 o més anys hi havia 99,1 homes.
La renda mediana per habitatge era de 25.333$ i la renda mediana per família de 31.650$. Els homes tenien una renda mediana de 24.688$ mentre que les dones 18.750$. La renda per capita de la població era de 14.154$. Aproximadament el 10,4% de les famílies i el 17% de la població estaven per davall del llindar de pobresa.

## Poblacions més properes
El següent diagrama mostra les poblacions més properes.